# Pallanuoto ai Giochi della XXV Olimpiade
Quello disputato nel corso delle Olimpiadi di Barcellona è stato il ventunesimo torneo olimpico di pallanuoto. Le gare si sono disputate nelle Piscine Bernat Picornell, all'interno del Parco Olimpico di Montjuïc, dal 1° al 9 agosto 1992.
La formula del torneo è stata la stessa della precedente edizione di Seul. I campioni olimpici uscenti e campioni mondiali in carica della Jugoslavia, esclusa per sanzioni ONU, sono stati sostituiti dalla Cecoslovacchia, prima delle escluse del preolimpico.
La finale per la medaglia d'oro ha visto prevalere l'Italia, che ha conquistato il suo terzo titolo olimpico a 32 anni di distanza dal successo di Roma '60, battendo gli spagnoli padroni di casa.

## Podio
| Evento              | Oro    | Argento | Bronzo            |
| Pallanuoto maschile | Italia | Spagna  | Squadra Unificata |

## Squadre partecipanti
GRUPPO A
- Australia
- Cecoslovacchia
- Francia
- Germania
- Squadra Unificata
- Stati Uniti

GRUPPO B
- Cuba
- Grecia
- Italia
- Paesi Bassi
- Spagna
- Ungheria

## Fase preliminare

### Gruppo A
|    | Squadra           | Pti | G | V | P | S | GF | GS | Diff |
| -- | ----------------- | --- | - | - | - | - | -- | -- | ---- |
| 1. | Squadra Unificata | 10  | 5 | 5 | 0 | 0 | 50 | 32 | +18  |
| 2. | Stati Uniti       | 8   | 5 | 4 | 0 | 1 | 40 | 24 | +16  |
| 3. | Australia         | 5   | 5 | 2 | 1 | 2 | 44 | 41 | +3   |
| 4. | Germania          | 4   | 5 | 1 | 2 | 2 | 38 | 41 | -3   |
| 5. | Francia           | 3   | 5 | 1 | 1 | 3 | 38 | 42 | -4   |
| 6. | Cecoslovacchia    | 0   | 5 | 0 | 0 | 5 | 33 | 63 | -30  |

| Data      | Ora   | Partita           | Partita | Partita        |
| --------- | ----- | ----------------- | ------- | -------------- |
| 1º agosto | 09:30 | Squadra Unificata | 10 - 6  | Cecoslovacchia |
| 1º agosto | 10:45 | Stati Uniti       | 8 - 4   | Australia      |
| 1º agosto | 18:30 | Germania          | 7 - 7   | Francia        |
| 2 agosto  | 09:30 | Stati Uniti       | 9 - 3   | Cecoslovacchia |
| 2 agosto  | 12:00 | Australia         | 9 - 5   | Francia        |
| 2 agosto  | 19:45 | Squadra Unificata | 11 - 7  | Germania       |
| 3 agosto  | 09:30 | Stati Uniti       | 11 - 7  | Francia        |
| 3 agosto  | 12:00 | Germania          | 15 - 9  | Cecoslovacchia |
| 3 agosto  | 19:45 | Squadra Unificata | 12 - 9  | Australia      |
| 5 agosto  | 09:30 | Francia           | 14 - 6  | Cecoslovacchia |
| 5 agosto  | 12:00 | Squadra Unificata | 8 - 5   | Stati Uniti    |
| 5 agosto  | 17:30 | Australia         | 7 - 7   | Germania       |
| 6 agosto  | 09:30 | Australia         | 15 - 9  | Cecoslovacchia |
| 6 agosto  | 12:00 | Stati Uniti       | 7 - 2   | Germania       |
| 6 agosto  | 18:45 | Squadra Unificata | 9 - 5   | Francia        |

### Gruppo B
|    | Squadra     | Pti | G | V | P | S | GF | GS | Diff |
| -- | ----------- | --- | - | - | - | - | -- | -- | ---- |
| 1. | Spagna      | 9   | 5 | 4 | 1 | 0 | 52 | 36 | +16  |
| 2. | Italia      | 8   | 5 | 3 | 2 | 0 | 41 | 34 | +7   |
| 3. | Ungheria    | 6   | 5 | 2 | 2 | 1 | 49 | 46 | +3   |
| 4. | Cuba        | 4   | 5 | 2 | 0 | 3 | 50 | 53 | -3   |
| 5. | Paesi Bassi | 2   | 5 | 0 | 2 | 3 | 36 | 46 | -10  |
| 6. | Grecia      | 1   | 5 | 0 | 1 | 4 | 32 | 45 | -13  |

| Data      | Ora   | Partita  | Partita | Partita     |
| --------- | ----- | -------- | ------- | ----------- |
| 1º agosto | 12:00 | Ungheria | 7 - 7   | Italia      |
| 1º agosto | 19:45 | Cuba     | 10 - 9  | Grecia      |
| 1º agosto | 21:00 | Spagna   | 12 - 6  | Paesi Bassi |
| 2 agosto  | 10:45 | Italia   | 6 - 4   | Paesi Bassi |
| 2 agosto  | 18:30 | Ungheria | 12 - 1  | Cuba        |
| 2 agosto  | 21:00 | Spagna   | 11 - 6  | Grecia      |
| 3 agosto  | 10:45 | Italia   | 11 - 8  | Cuba        |
| 3 agosto  | 18:30 | Grecia   | 4 - 4   | Paesi Bassi |
| 3 agosto  | 21:00 | Spagna   | 8 - 5   | Ungheria    |
| 5 agosto  | 10:45 | Cuba     | 11 - 9  | Paesi Bassi |
| 5 agosto  | 18:45 | Ungheria | 12 - 7  | Grecia      |
| 5 agosto  | 20:00 | Spagna   | 9 - 9   | Italia      |
| 6 agosto  | 10:45 | Ungheria | 13 - 13 | Paesi Bassi |
| 6 agosto  | 17:30 | Italia   | 8 - 6   | Grecia      |
| 6 agosto  | 20:00 | Spagna   | 12 - 10 | Cuba        |

## Fase finale

### Gruppo D(5º-8º posto)
|    | Squadra   | Pti | G | V | P | S | GF | GS | Diff |
| -- | --------- | --- | - | - | - | - | -- | -- | ---- |
| 1. | Australia | 5   | 3 | 2 | 1 | 0 | 23 | 20 | +3   |
| 2. | Ungheria  | 4   | 3 | 2 | 0 | 1 | 28 | 27 | +1   |
| 3. | Germania  | 3   | 3 | 1 | 1 | 1 | 24 | 21 | +3   |
| 4. | Cuba      | 2   | 3 | 0 | 0 | 3 | 22 | 29 | -7   |

| Data     | Ora   | Partita   | Partita | Partita  |
| -------- | ----- | --------- | ------- | -------- |
| 8 agosto | 09:30 | Australia | 7 - 5   | Cuba     |
| 8 agosto | 12:00 | Ungheria  | 8 - 7   | Germania |
| 9 agosto | 10:15 | Germania  | 10 - 6  | Cuba     |
| 9 agosto | 14:00 | Australia | 9 - 8   | Ungheria |

### Gruppo E(9º-12º posto)
|    | Squadra        | Pti | G | V | P | S | GF | GS | Diff |
| -- | -------------- | --- | - | - | - | - | -- | -- | ---- |
| 1. | Paesi Bassi    | 5   | 3 | 2 | 1 | 0 | 28 | 20 | +8   |
| 2. | Grecia         | 5   | 3 | 2 | 1 | 0 | 24 | 18 | +6   |
| 3. | Francia        | 2   | 3 | 1 | 0 | 2 | 28 | 31 | -3   |
| 4. | Cecoslovacchia | 0   | 3 | 0 | 0 | 3 | 22 | 33 | -11  |

| Data     | Ora   | Partita     | Partita | Partita        |
| -------- | ----- | ----------- | ------- | -------------- |
| 8 agosto | 10:45 | Grecia      | 10 - 6  | Francia        |
| 8 agosto | 17:30 | Paesi Bassi | 9 - 8   | Cecoslovacchia |
| 9 agosto | 09:00 | Grecia      | 10 - 8  | Cecoslovacchia |
| 9 agosto | 11:30 | Paesi Bassi | 15 - 8  | Francia        |

### Semifinali
| Arbitri: | Van Dorp (NED) Whitehouse (AUS) |

|             |           |             |
| 3: Markotch | Marcatori | 3: Campagna |

| Arbitri: | Blan (GER) Martinez (CUB) |

|                |           |           |
| 1: 4 giocatori | Marcatori | 3: Garcia |

### Finale per il Bronzo
| Arbitri: | Asencio (ESP) Whitehouse (AUS) |

|                |           |            |
| 3: Apanassenko | Marcatori | 2: Kimbell |

### Finale per l'Oro
| Arbitri: | Van Dorp (NED) Martinez (CUB) |

|             |           |                     |
| 4: Ferretti | Marcatori | 3: Estiarte, Garcia |

## Classifica finale
| Campione Olimpico | Campione Olimpico | Campione Olimpico |
| --- | ----------------- | --- |
| Italia1 Attolico, 2 D'Altrui, 3 Bovo, 4 G. Porzio, 5 Campagna, 6 Caldarella, 7 Fiorillo, 8 F. Porzio, 9 Pomilio, 10 Gandolfi, 11 Ferretti, 12 Silipo, 13 Averaimo, CT: Ratko Rudić |                   | |
| Argento | Spagna            | Spagna1 Rollán, 2 Pedrerol, 3 González, 4 Michavila, 5 Estiarte, 6 Ballart, 7 Picó, 8 Alarcón, 9 Sans, 10 Gómez, 11 Oca, 12 Silvestre, 13 García, CT: Dragan Matutinović                                       |
| Bronzo | Squadra Unificata | Squadra Unificata1 Šaranov, 2 Ogorodnikov, 3 Vdovin, 4 Kozlov, 5 Naumov, 6 Belofastov, 7 Kolotov, 8 Apanasenko, 9 Gorškov, 10 Markoč, 11 Kovalenko, 12 Karabutov, 13 Čigir', CT: Boris Popov                   |
| 4 | Stati Uniti       | Stati Uniti1 Wilson, 2 Vargas, 3 Duplanty, 4 Evans, 5 Kimbell, 6 Harris, 7 Everist, 8 Campbell, 9 Humbert, 10 Schroeder, 11 Klass, 12 Fischer, 13 Rousseau, CT: Bill Barnett                                   |
| 5 | Australia         | Australia1 Townsend, 2 Marsden, 3 Fox, 4 Stockwell, 5 Wightman, 6 P. Oberman, 7 Mayers, 8 Clark, 9 Newman, 10 Wybrow, 11 M. Oberman, 12 McFadden, 13 Asher, CT: Charles Turner                                 |
| 6 | Ungheria          | Ungheria1 Nemes, 2 F. Tóth, 3 Schmiedt, 4 Petőváry, 5 Gyöngyösi, 6 L. Tóth, 7 Kuna, 8 Benedek, 9 Péter, 10 Vincze, 11 Dóczi, 12 Varga, 13 I. Tóth, CT: János Konrád                                            |
| 7 | Germania          | Germania1 Borgmann, 2 T. Dresel, 3 Otto, 4 Kusch, 5 Röhle, 6 J. Dresel, 7 de la Peña, 8 Sterzik, 9 Stamm, 10 Reimann, 11 Theissmann, 12 Bukowski, 13 Reibel, CT: Karl-Heinz Scholten                           |
| 8 | Cuba              | Cuba1 Ramos, 2 Derouville, 3 Díaz, 4 Blay, 5 Cuesta, 6 Hernández Olivera, 7 Martínez Luis, 8 García, 9 Pérez, 10 Barreras, 11 Fernández, 12 del Valle, 13 Hernández Silveira, CT: Osvaldo García               |
| 9 | Paesi Bassi       | Paesi Bassi1 van de Bunt, 2 van Belkum, 3 van der Leden, 4 van der Meer, 5 Scherrenburg, 6 Nieuwenburg, 7 Issard, 8 de Vries, 9 Jansen, 10 Havekotte, 11 Wagenaar, 12 Pielstroom, 13 Brinkman, CT: Ivo Trumbić |
| 10 | Grecia            | Grecia1 Patras, 2 Kaiafas, 3 Samartzidīs, 4 Loudīs, 5 Giannopoulos, 6 Papanastasiou, 7 Venetopoulos, 8 Seletopoulos, 9 Bitsakos, 10 Pateros, 11 Maurōtas, 12 Lorantos, 13 Voltyrakīs, CT: Ante Nakić           |
| 11 | Francia           | Francia1 Olivon, 2 Grimaldi, 3 Tillie, 4 Garsau, 5 Ducher, 6 Charlot, 7 de Nardi, 8 Loustaneau, 9 Alimondo, 10 Madelenat, 11 Jeleff, 12 Gautier, 13 Besson, CT: Victor Nataf                                   |
| 12 | Cecoslovacchia    | Cecoslovacchia1 Kmeťo, 2 Vidumanský, 3 Bundschuh, 4 Lukáč, 5 Poláčik, 6 Borsig, 7 Horňák, 8 Balúch, 9 Dindžík, 10 Bačík, 11 Veszelits, 12 Jančich, 13 Iždinský, CT: Rudolf Štofan                              |

## Classifica marcatori
|  | Gol | Marcatore             | Squadra           |
|  | --- | --------------------- | ----------------- |
|  | 22  | Tibor Benedek         | Ungheria          |
|  | 22  | Manuel Estiarte       | Spagna            |
|  | 20  | Dmitrij Apanasenko    | Squadra Unificata |
|  | 18  | Geoffrey Clark        | Australia         |
|  | 16  | Ivan Perez            | Cuba              |
|  | 16  | John Scherrenburg     | Paesi Bassi       |
|  | 16  | Marc Van Belkum       | Paesi Bassi       |
|  | 14  | Massimiliano Ferretti | Italia            |
|  | 13  | Pedro García          | Spagna            |
|  | 13  | Pierre Garsau         | Francia           |
|  | 13  | Kyriakos Giannopoulos | Grecia            |
|  | 12  | Juan Barreras         | Cuba              |
|  | 12  | Aleksandr Kolotov     | Squadra Unificata |
|  | 12  | Roman Polačik         | Cecoslovacchia    |
|  | 12  | Rene Reimann          | Germania          |
|  | 12  | Hagen Stamm           | Paesi Bassi       |
|  | 12  | Chris Wybrow          | Australia         |
|  | 10  | Paul Oberman          | Australia         |
|  | 10  | Zsolt Petőváry        | Ungheria          |
|  | 10  | Franco Porzio         | Italia            |
|  | 9   | 3 Giocatori           |                   |
|  | 8   | 10 Giocatori          |                   |
|  | 7   | 8 Giocatori           |                   |
|  | 6   | 8 Giocatori           |                   |
|  | 5   | 15 Giocatori          |                   |
|  | 4   | 14 Giocatori          |                   |
|  | 3   | 11 Giocatori          |                   |
|  | 2   | 11 Giocatori          |                   |
|  | 1   | 15 Giocatori          |                   |

## Fonti
- (EN)  Comitato Olimpico Internazionale: database medaglie olimpiche.
- (EN, FR, CA)  Comitato organizzatore, Barcelona 1992 - Vol.5, pagg.386-400 (la84foundation.org Archiviato il 7 luglio 2010 in Internet Archive.).
- (EN) Todor66.com - Sport Statistics Archive, su todor66.com.